# Comitatul Lafayette, Wisconsin
Comitatul Lafayette este unul din cele 72 comitate din statul Wisconsin din Statele Unite ale Americii. Sediul acestuia este localitatea Darlington. Conform recensământului din anul 2000, Census 2000, populația sa a fost 16.137 de locuitori.

## Demografie
|  | Graficele sunt indisponibile din cauza unor probleme tehnice. Mai multe informații se găsesc la Phabricator și la wiki-ul MediaWiki. |

Date: Wikidata - grafică realizată de Wikipedia